# أرتور روبلس أغيلار
أرتور روبلس أغيلار (بالإسبانية: Arturo Robles Aguilar)‏ هو سياسي مكسيكي، ولد في 15 ديسمبر 1956 في المكسيك. حزبياً، نشط في الحزب الثوري المؤسساتي. وقد انتخب عضو مجلس النواب المكسيك.